# (34124) 2000 QS
2000 QS (asteroide 34124) é um asteroide da cintura principal. Possui uma excentricidade de 0.16087730 e uma inclinação de 2.22959º.
Este asteroide foi descoberto no dia 22 de agosto de 2000 por Korado Korlević e Mario Juric em Visnjan.